# Mislav Bezmalinović
Mislav Bezmalinović (en croata: Мислав Безмалиновић; Split, Yugoslavia; 11 de mayo de 1967 – Split, Croacia; 31 de agosto de 2024) fue un waterpolista yugoeslavo y croata.

## Carrera

### Club
A nivel de equipo jugó toda su carrera con el Vaterpolski klub Jadran Split, con el que fue campeón nacional de Yugoslavia en 1991 y dos títulos continentales.

### Selección nacional
Con Yugoslavia fue campeón olímpico en Seúl 1988, campeón en el mundial de natación en 1991, dos veces finalista continental y medalla de plata en los Juegos Mediterráneos de 1991 en Atenas.

## Logros

### Club
- Liga de Yugoslavia (1): 1991
- Liga de Campeones LEN (2): 1992, 1993

### Selección nacional
- Juegos Olímpicos (1): 1988
- Campeonato Mundial de Natación (1): 1991